# Brookesia peyrierasi
Brookesia peyrierasi este o specie de cameleoni din genul Brookesia, familia Chamaeleonidae, descrisă de Edouard-Raoul Brygoo și Domergue 1974. A fost clasificată de IUCN ca specie vulnerabilă. Conform Catalogue of Life specia Brookesia peyrierasi nu are subspecii cunoscute.